# Phlog
Um phlog, também chamado de rlog, é um tipo de diário, semelhante a um blog, executado em um servidor de protocolo Gopher . Os phlogs são normalmente hospedados em servidores domésticos que executam algum tipo de sistema operacional UNIX, porque uma conta de usuário no servidor geralmente é necessária para atualizar o conteúdo. Existem alguns phlogs flutuando no gopherspace, mas a grande maioria não é atualizada regularmente.
Os phlogs são geralmente organizados como uma estrutura de diretório com o título ou data de cada entrada, e uma uma pasta separada para arquivamentos. É possível ter algumas sentenças sob cada link para uma entrada de blog como um resumo ou hospedar o phlog todo na forma de um único arquivo de texto ou arquivo HTML; no entanto, os arquivos HTML não podem ser lidos por alguns clientes gopher puros.
A maioria dos phlogs é mantida manualmente como uma série de arquivos de texto. Existem softwares de código aberto para converter postagens de um blog WordPress para arquivos de texto simples que podem ser acessados usando o protocolo gopher.
A palavra "phlog" é derivada de "blog", mas com o "ph" de "gopher" em vez do "b" de "web" e parece ter sido cunhada por Jeff Woodall em 22 de abril de 2003. 
Um phlog também pode ser conhecido como gopherlog . O primeiro uso conhecido do termo "gopherlog" foi por George Hotelling como uma piada do Dia da Mentira em 1º de abril de 2005. 